# Маркинский сельсовет
Маркинский сельсовет — муниципальное образование со статусом сельского поселения в Сосновоборском районе Пензенской области Российской Федерации.
Административный центр — село Маркино.

## История
Статус и границы сельского поселения установлены Законом Пензенской области от 2 ноября 2004 года № 690-ЗПО «О границах муниципальных образований Пензенской области».

## Население
| 2002 | 2010 | 2012 | 2013 | 2014 | 2015 | 2016 |
| ---- | ---- | ---- | ---- | ---- | ---- | ---- |
| 667  | ↘535 | ↘493 | ↘480 | ↘462 | ↘460 | ↗467 |
| 2017 | 2018 | 2021 |      |      |      |      |
| ↘456 | ↘437 | ↘364 |      |      |      |      |

## Состав сельского поселения
| № | Населённый пункт   | Тип населённого пункта       | Население |
| - | ------------------ | ---------------------------- | --------- |
| 1 | Маркино            | село, административный центр | ↘358      |
| 2 | Маркинские Выселки | деревня                      | 5         |
| 3 | Татарский Сыромяс  | село                         | ↘172      |